# Пам'ятки історії Новоазовського району
У Новоазовському районі Донецької області на обліку перебуває 49 пам'яток історії.
| № пп | Охорон. номер | Найменування пам'ятки                                                                                | Місцезнаходження пам'ятки                                                            | Рік встановлення                    | Автор                                                                                 | Рішення              |
| ---- | ------------- | --- | ------------------------------------------------------------------------------------ | ----------------------------------- | ------------------------------------------------------------------------------------- | -------------------- |
| 1.   |               | Братська могила радянських воїнів Південного фронту і військовополонених та пам'ятник односельчанам. | Новоазовська м/р, м. Новоазовськ, вул. Апатова, 18.                                  | 1962 р., рек. 1975 р.               | Обеліск: 3,0 м. Постамент: 2,5 х 2,0×2,0 м. Плита: 0,6×1,2 м. Стела: 2,0 х 3,0×3,0 м. | 12.02.1975 р. № 84   |
| 2    | 1267          | Пам'ятник В. І. Леніну                                                                               | Новоазовська м/р, м. Новоазовськ, вул. Леніна, 6.                                    | рек. 1988 р.                        |                                                                                       | 17.12.1969 р. № 724  |
| 3    | 1249          | Братська могила борців за владу рад, радянських воїнів і пам'ятник односельчанам.                    | Новоазовська м/р, м. Новоазовськ, вул. Зеленського, 47.                              | 1948 р.                             | -                                                                                     | 17.12.1969 р. № 724  |
| 4    | 2136          | Братська могила підпільників і пам'ятник землякам.                                                   | Новоазовська м/р, м. Новоазовськ, вул. Леніна, сквер.                                | 1980 р.                             | Автор: Корнієнко В. М.                                                                | 17.12.1969 р. № 724  |
| 5    | 1245          | Братська могила радянських воїнів Південного фронту і пам'ятник односельчанам.                       | Новоазовська м/р, м. Новоазовськ, вул. Леніна.                                       | 1955 р.                             | -                                                                                     | 17.12.1969 р. № 724  |
| 6    | 1232          | Пам'ятник борцям за владу рад.                                                                       | Новоазовська м/р, м. Новоазовськ, вул. Леніна.                                       | 1924 р.                             | -                                                                                     | 17.12.1969 р. № 724  |
| 7    | 1961          | Пам'ятник воїнам-визволителям.                                                                       | Новоазовська м/р, м. Новоазовськ, вул. Леніна.                                       | 1967 р.                             | -                                                                                     | 19.04.1983 р. № 280р |
| 8    | 2093          | Пам'ятник воїнам-визволителям.                                                                       | Новоазовська м/р, м. Новоазовськ, вул. Шмідта.                                       | 1980 р.                             | Автор: Антонов А.                                                                     | 10.11.1984 р. № 663р |
| 9    | 1233          | Братська могила червоноармійців.                                                                     | Новоазовська м/р, м. Новоазовськ, за 5 км від міста.                                 | 1970 р.                             | Скульптор: Зіміна Л. Архітектор: Шеховцов В. М.                                       | 5.09.1973 р. № 475   |
| 10   | 1247          | Братська могила радянських воїнів Південного фронту.                                                 | Новоазовська м/р, с. Гусельщикове, північна околиця, біля траси на смт Тельманове.   | 1958 р.                             | -                                                                                     | 17.12.1969 р. № 724  |
| 11   | 1248          | Братська могила радянських воїнів і пам'ятник односельчанам.                                         | Новоазовська м/р, с. Самсонове, за 150 м від Азовського моря.                        | 1963 р., рек. 1968 р.               | -                                                                                     | 23.09.1975 р. № 81   |
| 12   | 1268          | Пам'ятник Сєдову Г. Я., гідрографу і досліднику.                                                     | Сєдовська сел./р, смт Сєдове, біля музею Сєдова Г. Я.                                | 1963 р.                             | Скульптор: Аведиков М. В.                                                             | 17.12.1969 р. № 724  |
| 13   | 1801          | Могили борців за владу рад (2). Могила невідомого радянського воїна.                                 | Сєдовська сел./р, смт Сєдове, сквер між вул. Кірова і вул. Свердлова.                | 1968 р.                             | -                                                                                     | 17.12.1969 р. № 724  |
| 14   | 1255          | Братська могила червоноармійців і радянського воїна та пам'ятник воїнам-землякам.                    | Сєдовська сел./р, с-ще Обрив.                                                        | 1947 р., рек. 1991 р.               | -                                                                                     | 17.12.1969 р. № 724  |
| 15   | 2094          | Пам'ятник Трудової слави.                                                                            | Безіменська с/р, с. Безіменне.                                                       | 1951 р.                             | -                                                                                     | 10.11.1984 р. № 663р |
| 16   | 1234          | Братська могила червоноармійців, радянських воїнів і пам'ятник односельчанам.                        | Безіменська с/р, с. Безіменне, вул. Нагорна, сквер.                                  | 1954 р., рек. 1981 р.               | -                                                                                     | 17.12.1969 р. № 724  |
| 17   | 1235          | Братська могила радянських воїнів Південного фронту і пам'ятник односельчанам.                       | Безіменська с/р, с. Качкарське, сквер.                                               | 1973 р.                             | -                                                                                     | 17.12.1969 р. № 724  |
| 18   | 1238          | Братська могила радянських воїнів Південного фронту і пам'ятник односельчанам.                       | Безіменська с/р, с. Митьково-Качкарі, перехр. вул. Радянської і вул. Колгоспної.     | 1958 р., рек. 1973 р.               | -                                                                                     | 17.12.1969 р. № 724  |
| 19   | 1237          | Братська могила радянських воїнів Південного фронту і пам'ятник односельчанам.                       | Безіменська с/р, с. Патріотичне, вул. Степова, сквер.                                | 1960 р., рек. 1975 р., рек. 1982 р. | -                                                                                     | 17.12.1969 р. № 724  |
| 20   | 1239          | Братська могила радянських воїнів Південного фронту.                                                 | Виноградненська с/р, с. Виноградне, вул. Радянська.                                  | 1952 р.                             | -                                                                                     | 17.12.1969 р. № 724  |
| 21   | 3248          | Могила Садовничого Ігоря Олексійовича, воїна-афганця.                                                | Виноградненська с/р, с. Виноградне, цвинтар.                                         | 1985 р.                             | -                                                                                     | 14.07.1993 р. № 419  |
| 22   | 1244          | Братська могила радянських воїнів Південного фронту і пам'ятник односельчанам.                       | Козацька с/р, с. Козацьке, центр села.                                               | 1958 р., рек. 1975 р., рек. 1990 р. | -                                                                                     | 17.12.1969 р. № 724  |
| 23   | 1243          | Братська могила радянських воїнів Південного фронту і пам'ятник односельчанам.                       | Козацька с/р, с. Шевченко, сквер.                                                    | 1962 р., рек. 1991 р.               | -                                                                                     | 17.12.1969 р. № 724  |
| 24   | 2133          | Братська могила радянських воїнів.                                                                   | Комінтернівська с/р, с. Комінтернове, вул. Заіченко, сквер.                          | 1953 р.                             | -                                                                                     | 17.12.1969 р. № 724  |
| 25   | 1260          | Братська могила радянських воїнів Південного фронту і пам'ятник односельчанам.                       | Комінтернівська с/р, с. Комінтернове, між вул. Перемоги і вул. Черняховського, парк. | 1962 р., рек. 1975 р.               | -                                                                                     | 17.12.1969 р. № 724  |
| 26   | 1258          | Братська могила радянських воїнів Південного фронту.                                                 | Комінтернівська с/р, с. Ленінське, сквер.                                            | 1964 р.                             | -                                                                                     | 17.12.1969 р. № 724  |
| 27   | 1231          | Братська могила продзагонівців.                                                                      | Красноармійська с/р, с. Красноармійське, парк.                                       | 1921 р., рек. 1990 р.               | -                                                                                     | 17.12.1969 р. № 724  |
| 28   | 1241          | Братська могила радянських воїнів Південного фронту.                                                 | Красноармійська с/р, с. Красноармійське, парк.                                       | 1949 р., рек. 1991 р.               | -                                                                                     | 17.12.1969 р. № 724  |
| 29   | 1240          | Братська могила партизанів.                                                                          | Красноармійська с/р, с. Красноармійське, сквер.                                      | 1949 р., рек. 1990 р.               | -                                                                                     | 17.12.1969 р. № 724  |
| 30   | 1242          | Братська могила радянських воїнів Південного фронту.                                                 | Красноармійська с/р, с. Октябр, сквер.                                               | 1963 р., рек. 1990 р.               | -                                                                                     | 17.12.1969 р. № 724  |
| 31   | 1256          | Братська могила радянських воїнів Південного фронту.                                                 | Лебединська с/р, с. Лебединське, центр села.                                         | 1967 р., рек. 1988 р.               | -                                                                                     | 17.12.1969 р. № 724  |
| 32   | 2134          | Братська могила радянських воїнів.                                                                   | Лебединська с/р, с. Сопине.                                                          | 1985 р.                             | -                                                                                     | 14.07.1993 р. № 419  |
| 33   | 1250          | Братська могила радянських воїнів Південного фронту і пам'ятник односельчанам.                       | Павлопільська с/р, с. Павлопіль, біля сільради.                                      | 1958 р.                             | -                                                                                     | 17.12.1969 р. № 724  |
| 34   | 1798          | Братська могила борців за радянську владу.                                                           | Приморська с/р, с. Приморське, біля школи.                                           | 1924 р.                             | -                                                                                     | 17.12.1969 р. № 724  |
| 35   | 1251          | Братська могила радянських воїнів Південного фронту і пам'ятник землякам.                            | Приморська с/р, с. Приморське, сквер.                                                | 1950 р., рек. 1985 р.               | -                                                                                     | 17.12.1969 р. № 724  |
| 36   | 1252          | Братська могила радянських воїнів Південного фронту.                                                 | Приморська с/р, с. Первомайське, західна околиця.                                    | 1948 р.                             | -                                                                                     | 17.12.1969 р. № 724  |
| 37   | 1265          | Братська могила радянських воїнів Південного фронту і пам'ятник односельчанам.                       | Розівська с/р, с. Рози Люксембург, сквер.                                            | 1963 р., рек. 1975 р.               | -                                                                                     | 12.02.1975 р. № 84   |
| 38   | 1253          | Братська могила радянських воїнів Південного фронту і пам'ятник односельчанам.                       | Самійлівська с/р, с. Самійлове, сквер біля дороги.                                   | 1957 р., рек. 1975 р.               | -                                                                                     | 12.02.1975 р. № 84   |
| 39   | 1254          | Братська могила радянських воїнів Південного фронту і пам'ятник землякам.                            | Самійлівська с/р, с. Маркине, вул. Леніна, парк.                                     | 1962 р. рек., 1975 р.               | -                                                                                     | 17.12.1969 р. № 724  |
| 40   | 1259          | Братська могила радянських воїнів Південного фронту.                                                 | Саханська с/р, с. Саханка, сквер біля дороги.                                        | 1948 р., рек. 1989 р.               | -                                                                                     | 17.12.1969 р. № 724  |
| 41   | 1261          | Братська могила радянських воїнів Південного фронту.                                                 | Хомутівська с/р, с. Хомутове, вул. Леніна, сквер біля сільради.                      | 1975 р.                             | -                                                                                     | 17.12.1969 р. № 724  |
| 42   | 1266          | Могила Семіщенка А., голови сільради.                                                                | Хомутівська с/р, с. Хомутове, вул. Леніна, сквер біля сільради.                      | 1967 р.                             | -                                                                                     | 17.12.1969 р. № 724  |
| 43   | 1264          | Братська могила радянських воїнів Південного фронту.                                                 | Хомутівська с/р, с. Бесарабка, півд.-зах. околиця.                                   | 1966 р. рек. 1990 р.                | -                                                                                     | 17.12.1969 р. № 724  |
| 44   | 1262          | Братська могила радянських воїнів Південного фронту.                                                 | Хомутівська с/р, с. Сєдово-Василівка, біля клубу.                                    | 1960 р. рек. 1989 р.                | -                                                                                     | 17.12.1969 р. № 724  |
| 45   | 1257          | Могила Шапоткіна С. В., радянського воїна.                                                           | Широкинська с/р, с. Широкине, біля сільради.                                         | 1968 р.                             | -                                                                                     | 17.12.1969 р. № 724  |
| 46   | 3249          | Могила Логозинського Є. О., воїна-афганця, рядового.                                                 | Широкинська с/р, с. Широкине, цвинтар.                                               | 1986 р.                             | -                                                                                     | 14.07.1993 р. № 419  |
| 47   | 3223          | Могила Корабльова М. В., воїна-афганця, гвардії сержанта.                                            | Широкинська с/р, с. Бердянське, цвинтар.                                             | 1984 р.                             | -                                                                                     | 14.07.1993 р. № 419  |
| 48.  | 2092          | Пам'ятник воїнам-визволителям, льотчикам.                                                            | Новоазовська м/р, м. Новоазовськ, Комсомольська площа.                               | 1976 р.                             | Автор: Рєутін М. Я.                                                                   | 10.11.1984 р. № 663р |
| 49.  | 1799          | Пам'ятник воїнам-односельчанам.                                                                      | Широкинська с/р, с. Широкине, між вул. Радянською та вул. Миру .                     | 1968 р.                             | -                                                                                     | 12.02.1975 р. № 84   |
|      |               | |                                                                                      |                                     |                                                                                       |                      |